# 24h Le Mans 2006
24h Le Mans 2006 – 74. edycja 24-godzinnego wyścigu rozegranego na torze de la Sarthe w dniach 17–18 czerwca 2006 roku.

## Kwalifikacje
| Poz. | Nr | Zespół                | Klasa | Kierowca           | Sesja 1  | Sesja 1  | Strata |
| ---- | -- | --------------------- | ----- | ------------------ | -------- | -------- | ------ |
| 1.   | 7  | Audi Sport Team Joest | LMP1  | Kristensen T.      | 4:17.189 | 3:30.466 |        |
| 2.   | 8  | Audi Sport Team Joest | LMP1  | Werner M.          | 4:17.676 | 3:30.584 | 0.118  |
| 3.   | 16 | Pescarolo Sport       | LMP1  | Minassian N.       | 4:13.832 | 3:32.584 | 2.118  |
| 4.   | 17 | Pescarolo Sport       | LMP1  | Helary E.          | 4:14.447 | 3:32.990 | 2.524  |
| 5.   | 13 | Courage Competition   | LMP1  | Kurosawa H.        | 4:25.582 | 3:34.120 | 3.654  |
| 6.   | 14 | Racing for Holland    | LMP1  | Johansson S.       | 4:22.873 | 3:34.864 | 4.398  |
| 7.   | 9  | Creation Autosportif  | LMP1  | Campbell Walter J. | 4:22.021 | 3:36.459 | 5.993  |
| 8.   | 2  | Zytek Engineering     | LMP1  | Elgaard C.         | 4:27.754 | 3:39.252 | 8.786  |
| 9.   | 5  | Swiss Spirit          | LMP1  | Peter P.           | 4:23.727 | 3:40.182 | 9.716  |
| 10.  | 12 | Courage Competition   | LMP1  | Hancock S.         | 4:35.943 | 3:40.443 | 9.977  |
| 11.  | 19 | Chamberlain Synergy   | LMP1  | Evans G.           | 5:04.081 | 3:40.467 | 10.001 |

## Wyścig
Oficjalna lista zawodników, którzy wycofali się wskutek awarii po 22 godzinach i 6 minutach rywalizacji (po godzinie 15:06):
| Nr | Zespół                   | Samochód                | Przyczyna                                      |
| -- | ------------------------ | ----------------------- | ---------------------------------------------- |
| 69 | BMS Scuderia Italia      | Aston Martin DBR9       | wypadek                                        |
| 77 | Multimatic Panoz M.S.    | Panoz Esperante         | problemy z elektryką                           |
| 13 | Courage Competition      | Courage Mugen           | uszkodzenie skrzyni biegów                     |
| 85 | Spyker SquadronB.V.      | Spyker C8 Spyder        | dysfunkcja silnika spowodowana wyciekiem oleju |
| 35 | G-Force Racing           | Courage Judd            | dysfunkcja skrzyni biegów                      |
| 37 | Paul Belmondo Racing     | Courage Ford            | wypadek spowod. wybuchem opony                 |
| 36 | Paul Belmondo Racing     | Courage Ford            | defekt silnika                                 |
| 98 | Noel Del Bello           | Porsche 911 GT3 RSR     | wypadek przy Mulsanne                          |
| 61 | Russian Age Racing       | Ferrari 550 Maranello   | def. silnika spow. dysfunkcją ukł. chłodz.     |
| 5  | Swiss Spirit             | Courage Judd            | defekt skrzyni biegów                          |
| 30 | Welter Gerard            | WR Peugeot              | pożar                                          |
| 90 | White Lightning Racing   | Porsche 911 GT3 RSR     | wypadek                                        |
| 12 | Courage Competition      | Courage Mugen           | defekt silnika                                 |
| 14 | Racing For Holland       | Dome Judd               | wypadek                                        |
| 6  | Lister Storm Racing      | Lister Storm LP Hybride | wypadek                                        |
| 39 | Chamberlain – Synergy    | Lola AER                | defekt ukł. transmisyjnego                     |
| 91 | T2M Motorsport           | Porsche 911 GT3 RS      | błąd w ilości nalanego paliwa                  |
| 67 | Convers Menx Team        | Ferrari 550 Maranello   | wypadek                                        |
| 86 | Spyker SquadronB.V.      | Spyker C8 Spyder        | defekt silnika spow. uszkodzeniem wałka        |
| 76 | IMSA Performance Matmut  | Porsche 911 GT3 RSR     | defekt silnika                                 |
| 50 | Larbre Competition Team  | Ferrari 550 Maranello   | dysfunkcja sprzęgła                            |
| 89 | Sebah Automotive Ltd     | Porsche 911 GT3 RSR     | defekt przekładni                              |
| 9  | Creation Autosportif LTD | Creation CA06/H Judd    | wybuch silnika                                 |

## Klasyfikacja końcowa
| Poz.  | Klasa | No  | Team                                                        | Kierowcy                                                | Samochód                         | Opony    | Okrążenia |
| Poz.  | Klasa | No  | Team                                                        | Kierowcy                                                | Silnik                           | Opony    | Okrążenia |
| ----- | ----- | --- | ----------------------------------------------------------- | ------------------------------------------------------- | -------------------------------- | -------- | --------- |
| 1     | LMP1  | 8   | Audi Sport Team Joest                                       | Frank Biela Marco Werner Emanuele Pirro                 | Audi R10 TDI                     | Michelin | 380       |
| 1     | LMP1  | 8   | Audi Sport Team Joest                                       | Frank Biela Marco Werner Emanuele Pirro                 | Audi TDI 5.5L Turbo V12 (Diesel) | Michelin | 380       |
| 2     | LMP1  | 17  | Pescarolo Sport                                             | Sébastien Loeb Éric Hélary Franck Montagny              | Pescarolo C60 Hybrid             | Michelin | 376       |
| 2     | LMP1  | 17  | Pescarolo Sport                                             | Sébastien Loeb Éric Hélary Franck Montagny              | Judd GV5 S2 5.0L V10             | Michelin | 376       |
| 3     | LMP1  | 7   | Audi Sport Team Joest                                       | Rinaldo Capello Tom Kristensen Allan McNish             | Audi R10 TDI                     | Michelin | 367       |
| 3     | LMP1  | 7   | Audi Sport Team Joest                                       | Rinaldo Capello Tom Kristensen Allan McNish             | Audi TDI 5.5L Turbo V12 (Diesel) | Michelin | 367       |
| 4     | GT1   | 64  | Corvette Racing                                             | Oliver Gavin Olivier Beretta Jan Magnussen              | Chevrolet Corvette C6.R          | Michelin | 355       |
| 4     | GT1   | 64  | Corvette Racing                                             | Oliver Gavin Olivier Beretta Jan Magnussen              | Chevrolet LS7R 7.0L V8           | Michelin | 355       |
| 5     | LMP1  | 16  | Pescarolo Sport                                             | Emmanuel Collard Érik Comas Nicolas Minassian           | Pescarolo C60 Hybrid             | Michelin | 352       |
| 5     | LMP1  | 16  | Pescarolo Sport                                             | Emmanuel Collard Érik Comas Nicolas Minassian           | Judd GV5 S2 5.0L V10             | Michelin | 352       |
| 6     | GT1   | 007 | Aston Martin Racing                                         | Tomáš Enge Darren Turner Andrea Piccini                 | Aston Martin DBR9                | Michelin | 350       |
| 6     | GT1   | 007 | Aston Martin Racing                                         | Tomáš Enge Darren Turner Andrea Piccini                 | Aston Martin 6.0L V12            | Michelin | 350       |
| 7     | GT1   | 72  | Luc Alphand Aventures                                       | Luc Alphand Patrice Goueslard Jérôme Policand           | Chevrolet Corvette C5-R          | Michelin | 346       |
| 7     | GT1   | 72  | Luc Alphand Aventures                                       | Luc Alphand Patrice Goueslard Jérôme Policand           | Chevrolet LS7R 7.0L V8           | Michelin | 346       |
| 8     | LMP2  | 25  | Ray Mallock Ltd. (RML)                                      | Mike Newton Thomas Erdos Andy Wallace                   | MG-Lola EX264                    | Michelin | 343       |
| 8     | LMP2  | 25  | Ray Mallock Ltd. (RML)                                      | Mike Newton Thomas Erdos Andy Wallace                   | AER P07 2.0L Turbo I4            | Michelin | 343       |
| 9     | GT1   | 62  | Russian Age Racing Team Modena                              | Antonio García David Brabham Nelson Piquet Jr.          | Aston Martin DBR9                | Michelin | 343       |
| 9     | GT1   | 62  | Russian Age Racing Team Modena                              | Antonio García David Brabham Nelson Piquet Jr.          | Aston Martin 6.0L V12            | Michelin | 343       |
| 10    | GT1   | 009 | Aston Martin Racing                                         | Pedro Lamy Stéphane Sarrazin Stéphane Ortelli           | Aston Martin DBR9                | Michelin | 342       |
| 10    | GT1   | 009 | Aston Martin Racing                                         | Pedro Lamy Stéphane Sarrazin Stéphane Ortelli           | Aston Martin 6.0L V12            | Michelin | 342       |
| 11    | GT1   | 66  | ACEMCO Motorsports                                          | Johnny Mowlem Terry Borcheller Christian Fittipaldi     | Saleen S7-R                      | Michelin | 337       |
| 11    | GT1   | 66  | ACEMCO Motorsports                                          | Johnny Mowlem Terry Borcheller Christian Fittipaldi     | Ford 7.0L V8                     | Michelin | 337       |
| 12    | GT1   | 63  | Corvette Racing                                             | Ron Fellows Johnny O’Connell Max Papis                  | Chevrolet Corvette C6.R          | Michelin | 327       |
| 12    | GT1   | 63  | Corvette Racing                                             | Ron Fellows Johnny O’Connell Max Papis                  | Chevrolet LS7R 7.0L V8           | Michelin | 327       |
| 13    | LMP2  | 24  | Binnie Motorsports                                          | William Binnie Yōjirō Terada Allen Timpany              | Lola B05/42                      | Michelin | 326       |
| 13    | LMP2  | 24  | Binnie Motorsports                                          | William Binnie Yōjirō Terada Allen Timpany              | Zytek ZG348 3.4L V8              | Michelin | 326       |
| 14    | LMP2  | 27  | Miracle Motorsports                                         | Andy Lally John Macaluso Ian James                      | Courage C65                      | Kumho    | 324       |
| 14    | LMP2  | 27  | Miracle Motorsports                                         | Andy Lally John Macaluso Ian James                      | AER P07 2.0L Turbo I4            | Kumho    | 324       |
| 15    | GT2   | 81  | Team LNT                                                    | Lawrence Tomlinson Tom Kimber-Smith Richard Dean        | Panoz Esperante GT-LM            | Pirelli  | 321       |
| 15    | GT2   | 81  | Team LNT                                                    | Lawrence Tomlinson Tom Kimber-Smith Richard Dean        | Ford (Élan) 5.0L V8              | Pirelli  | 321       |
| 16    | GT2   | 83  | Seikel Motorsport Farnbacher Racing                         | Lars-Erik Nielsen Pierre Ehret Dominik Farnbacher       | Porsche 911 GT3-RS               | Yokohama | 320       |
| 16    | GT2   | 83  | Seikel Motorsport Farnbacher Racing                         | Lars-Erik Nielsen Pierre Ehret Dominik Farnbacher       | Porsche 3.6L Flat-6              | Yokohama | 320       |
| 17    | GT2   | 87  | Scuderia Ecosse                                             | Andrew Kirkaldy Chris Niarchos Tim Mullen               | Ferrari F430GT                   | Michelin | 311       |
| 17    | GT2   | 87  | Scuderia Ecosse                                             | Andrew Kirkaldy Chris Niarchos Tim Mullen               | Ferrari F136 4.0L V8             | Michelin | 311       |
| 18    | GT2   | 80  | Flying Lizard Motorsports                                   | Johannes van Overbeek Patrick Long Seth Neiman          | Porsche 911 GT3-RSR              | Michelin | 309       |
| 18    | GT2   | 80  | Flying Lizard Motorsports                                   | Johannes van Overbeek Patrick Long Seth Neiman          | Porsche 3.6L Flat-6              | Michelin | 309       |
| 19    | LMP2  | 33  | Intersport Racing                                           | Clint Field Liz Halliday Duncan Dayton                  | Lola B05/40                      | Goodyear | 297       |
| 19    | LMP2  | 33  | Intersport Racing                                           | Clint Field Liz Halliday Duncan Dayton                  | AER P07 2.0L Turbo I4            | Goodyear | 297       |
| 20    | LMP2  | 22  | Rollcentre Racing                                           | Martin Short João Barbosa Stuart Moseley                | Radical SR9                      | Dunlop   | 294       |
| 20    | LMP2  | 22  | Rollcentre Racing                                           | Martin Short João Barbosa Stuart Moseley                | Judd XV675 3.4L V8               | Dunlop   | 294       |
| 21    | LMP2  | 32  | Barazi-Epsilon                                              | Juan Barazi Michael Vergers Neil Cunningham             | Courage C65                      | Michelin | 294       |
| 21    | LMP2  | 32  | Barazi-Epsilon                                              | Juan Barazi Michael Vergers Neil Cunningham             | AER P07 2.0L Turbo I4            | Michelin | 294       |
| 22    | GT2   | 93  | Team Taisan Advan                                           | Kazuyuki Nishizawa Shinichi Yamaji Philip Collin        | Porsche 911 GT3-RS               | Yokohama | 291       |
| 22    | GT2   | 93  | Team Taisan Advan                                           | Kazuyuki Nishizawa Shinichi Yamaji Philip Collin        | Porsche 3.6L Flat-6              | Yokohama | 291       |
| 23 NS | GT2   | 73  | Gordon Racing Team Ice Pol Racing Team                      | Yves-Emmanuel Lambert Christian Lefort Romain Iannetta  | Porsche 911 GT3-RSR              | Dunlop   | 282       |
| 23 NS | GT2   | 73  | Gordon Racing Team Ice Pol Racing Team                      | Yves-Emmanuel Lambert Christian Lefort Romain Iannetta  | Porsche 3.8L Flat-6              | Dunlop   | 282       |
| 24 NS | LMP1  | 2   | Zytek Engineering Team Essex Invest                         | John Nielsen Casper Elgaard Philip Andersen             | Zytek 06S                        | Michelin | 269       |
| 24 NS | LMP1  | 2   | Zytek Engineering Team Essex Invest                         | John Nielsen Casper Elgaard Philip Andersen             | Zytek ZB408 4.0L V8              | Michelin | 269       |
| 25 NS | LMP1  | 19  | Chamberlain-Synergy Motorsport                              | Bob Berridge Gareth Evans Peter Owen                    | Lola B06/10                      | Dunlop   | 267       |
| 25 NS | LMP1  | 19  | Chamberlain-Synergy Motorsport                              | Bob Berridge Gareth Evans Peter Owen                    | AER P32T 3.6L Turbo V8           | Dunlop   | 267       |
| 26 NS | LMP2  | 20  | Pierre Bruneau                                              | Marc Rostan Simon Pullan Chris MacAllister              | Pilbeam MP93                     | Michelin | 244       |
| 26 NS | LMP2  | 20  | Pierre Bruneau                                              | Marc Rostan Simon Pullan Chris MacAllister              | Judd XV675 3.4L V8               | Michelin | 244       |
| 27 NS | GT1   | 53  | JLOC Isao Noritake                                          | Marco Apicella Koji Yamanishi Yasutaka Hinoi            | Lamborghini Murcielago R-GT      | Pirelli  | 283       |
| 27 NS | GT1   | 53  | JLOC Isao Noritake                                          | Marco Apicella Koji Yamanishi Yasutaka Hinoi            | Lamborghini L535 6.0L V12        | Pirelli  | 283       |
| 28 NU | GT2   | 89  | Sebah Automotive Ltd.                                       | Christian Ried Xavier Pompidou Thorkild Thyrring        | Porsche 911 GT3-RSR              | Dunlop   | 256       |
| 28 NU | GT2   | 89  | Sebah Automotive Ltd.                                       | Christian Ried Xavier Pompidou Thorkild Thyrring        | Porsche 3.6L Flat-6              | Dunlop   | 256       |
| 29 NU | LMP1  | 9   | Creation Autosportif Ltd.                                   | Felipe Ortiz Beppe Gabbiani Jamie Campbell-Walter       | Creation CA06/H                  | Michelin | 240       |
| 29 NU | LMP1  | 9   | Creation Autosportif Ltd.                                   | Felipe Ortiz Beppe Gabbiani Jamie Campbell-Walter       | Judd GV5 S2 5.0L V10             | Michelin | 240       |
| 30 NU | GT1   | 50  | Larbre Compétition                                          | Patrick Bornhauser Jean-Luc Blanchemain Gabriele Gardel | Ferrari 550-GTS Maranello        | Michelin | 222       |
| 30 NU | GT1   | 50  | Larbre Compétition                                          | Patrick Bornhauser Jean-Luc Blanchemain Gabriele Gardel | Ferrari F133 5.9L V12            | Michelin | 222       |
| 31 NU | GT2   | 76  | IMSA Performance Matmut                                     | Raymond Narac Luca Riccitelli Romain Dumas              | Porsche 911 GT3-RSR              | Michelin | 211       |
| 31 NU | GT2   | 76  | IMSA Performance Matmut                                     | Raymond Narac Luca Riccitelli Romain Dumas              | Porsche 3.8L Flat-6              | Michelin | 211       |
| 32 NU | GT2   | 86  | Spyker Squadron b.v.                                        | Jeroen Bleekemolen Mike Hezemans Jonny Kane             | Spyker C8 Spyder GT2-R           | Michelin | 202       |
| 32 NU | GT2   | 86  | Spyker Squadron b.v.                                        | Jeroen Bleekemolen Mike Hezemans Jonny Kane             | Audi 3.8L V8                     | Michelin | 202       |
| 33 NU | GT1   | 67  | Convers MenX Team                                           | Aleksiej Wasiljew Robert Pergl Peter Kox                | Ferrari 550-GTS Maranello        | Michelin | 196       |
| 33 NU | GT1   | 67  | Convers MenX Team                                           | Aleksiej Wasiljew Robert Pergl Peter Kox                | Ferrari F133 5.9L V12            | Michelin | 196       |
| 34 NU | GT2   | 91  | T2M Motorsport                                              | Yutaka Yamagishi Jean-René de Fournoux Miro Konopka     | Porsche 911 GT3-RS               | Dunlop   | 196       |
| 34 NU | GT2   | 91  | T2M Motorsport                                              | Yutaka Yamagishi Jean-René de Fournoux Miro Konopka     | Porsche 3.6L Flat-6              | Dunlop   | 196       |
| 35 NU | LMP2  | 39  | Chamberlain-Synergy Motorsport ASM Team Racing for Portugal | Miguel Amaral Warren Hughes Miguel Ángel de Castro      | Lola B05/40                      | Dunlop   | 196       |
| 35 NU | LMP2  | 39  | Chamberlain-Synergy Motorsport ASM Team Racing for Portugal | Miguel Amaral Warren Hughes Miguel Ángel de Castro      | AER P07 2.0L Turbo I4            | Dunlop   | 196       |
| 36 NU | LMP1  | 6   | Lister Storm Racing                                         | Gavin Pickering Nicolas Kiesa Jens Møller               | Lister Storm LMP Hybrid          | Dunlop   | 192       |
| 36 NU | LMP1  | 6   | Lister Storm Racing                                         | Gavin Pickering Nicolas Kiesa Jens Møller               | Chevrolet LS1 6.0L V8            | Dunlop   | 192       |
| 37 NU | LMP1  | 14  | Racing for Holland                                          | Jan Lammers Alex Yoong Stefan Johansson                 | Dome S101Hb                      | Dunlop   | 182       |
| 37 NU | LMP1  | 14  | Racing for Holland                                          | Jan Lammers Alex Yoong Stefan Johansson                 | Judd GV5 5.0L V10                | Dunlop   | 182       |
| 38 NU | LMP1  | 12  | Courage Compétition                                         | Sam Hancock Alexander Frei Gregor Fisken                | Courage LC70                     | Yokohama | 171       |
| 38 NU | LMP1  | 12  | Courage Compétition                                         | Sam Hancock Alexander Frei Gregor Fisken                | Mugen MF458S 4.5L V8             | Yokohama | 171       |
| 39 NU | GT2   | 90  | White Lightning Racing Krohn Racing                         | Jörg Bergmeister Niclas Jönsson Tracy Krohn             | Porsche 911 GT3-RSR              | Michelin | 148       |
| 39 NU | GT2   | 90  | White Lightning Racing Krohn Racing                         | Jörg Bergmeister Niclas Jönsson Tracy Krohn             | Porsche 3.6L Flat-6              | Michelin | 148       |
| 40 NU | LMP2  | 30  | Gerard Welter                                               | Patrice Roussel Frédéric Hauchard Julien Briché         | WR LMP04                         | Pirelli  | 134       |
| 40 NU | LMP2  | 30  | Gerard Welter                                               | Patrice Roussel Frédéric Hauchard Julien Briché         | Peugeot 2.0L Turbo I4            | Pirelli  | 134       |
| 41 NU | LMP1  | 5   | Swiss Spirit                                                | Harold Primat Marcel Fässler Philipp Peter              | Courage LC70                     | Michelin | 132       |
| 41 NU | LMP1  | 5   | Swiss Spirit                                                | Harold Primat Marcel Fässler Philipp Peter              | Judd GV5 S2 5.0L V10             | Michelin | 132       |
| 42 NU | GT1   | 61  | Russian Age Racing Cirtek Motorsport                        | Tim Sugden Nigel Smith Christian Vann                   | Ferrari 550-GTS Maranello        | Michelin | 124       |
| 42 NU | GT1   | 61  | Russian Age Racing Cirtek Motorsport                        | Tim Sugden Nigel Smith Christian Vann                   | Ferrari F133 5.9L V12            | Michelin | 124       |
| 43 NU | GT2   | 98  | Noël del Bello Racing                                       | Adam Sharpe Patrick Bourdais Tom Cloet                  | Porsche 911 GT3-RSR              | Michelin | 115       |
| 43 NU | GT2   | 98  | Noël del Bello Racing                                       | Adam Sharpe Patrick Bourdais Tom Cloet                  | Porsche 3.6L Flat-6              | Michelin | 115       |
| 44 NU | LMP2  | 36  | Paul Belmondo Racing                                        | Claude-Yves Gosselin Karim Ojjeh Pierre Ragues          | Courage C65                      | Michelin | 84        |
| 44 NU | LMP2  | 36  | Paul Belmondo Racing                                        | Claude-Yves Gosselin Karim Ojjeh Pierre Ragues          | Ford (Mecachrome) 3.4L V8        | Michelin | 84        |
| 45 NU | LMP2  | 37  | Paul Belmondo Racing                                        | Patrice Roussel Didier André Yann Clairay               | Courage C65                      | Michelin | 48        |
| 45 NU | LMP2  | 37  | Paul Belmondo Racing                                        | Patrice Roussel Didier André Yann Clairay               | Ford (Mecachrome) 3.4L V8        | Michelin | 48        |
| 46 NU | LMP2  | 35  | G-Force Racing                                              | Franck Hahn Jean-François Leroch Ed Morris              | Courage C65                      | Dunlop   | 47        |
| 46 NU | LMP2  | 35  | G-Force Racing                                              | Franck Hahn Jean-François Leroch Ed Morris              | Judd XV675 3.4L V8               | Dunlop   | 47        |
| 47 NU | GT2   | 85  | Spyker Squadron b.v.                                        | Donny Crevels Peter Dumbreck Tom Coronel                | Spyker C8 Spyder GT2-R           | Michelin | 40        |
| 47 NU | GT2   | 85  | Spyker Squadron b.v.                                        | Donny Crevels Peter Dumbreck Tom Coronel                | Audi 3.8L V8                     | Michelin | 40        |
| 48 NU | LMP1  | 13  | Courage Compétition                                         | Shinji Nakano Jean-Marc Gounon Haruki Kurosawa          | Courage LC70                     | Yokohama | 35        |
| 48 NU | LMP1  | 13  | Courage Compétition                                         | Shinji Nakano Jean-Marc Gounon Haruki Kurosawa          | Mugen MF458S 4.5L V8             | Yokohama | 35        |
| 49 NU | GT2   | 77  | Multimatic Motorsport Team Panoz                            | Gunnar Jeannette Scott Maxwell Tommy Milner             | Panoz Esperante GT-LM            | Pirelli  | 34        |
| 49 NU | GT2   | 77  | Multimatic Motorsport Team Panoz                            | Gunnar Jeannette Scott Maxwell Tommy Milner             | Ford (Élan) 5.0L V8              | Pirelli  | 34        |
| 50 NU | GT1   | 69  | BMS Scuderia Italia                                         | Fabrizio Gollin Fabio Babini Christian Pescatori        | Aston Martin DBR9                | Pirelli  | 3         |
| 50 NU | GT1   | 69  | BMS Scuderia Italia                                         | Fabrizio Gollin Fabio Babini Christian Pescatori        | Aston Martin 6.0L V12            | Pirelli  | 3         |